# Весёлый (Успенский район)
Весёлый — хутор в Успенском районе Краснодарского края России.
Административный центр Веселовского сельского поселения.

## География
Хутор расположен на правом берегу реки Кубань, напротив аула Кургоковский, в 6 км восточнее районного центра — села Успенского.

## Население
| 2002 | 2010  |
| ---- | ----- |
| 1167 | ↗1271 |